# Kwa-talen
Kwa-talen worden gesproken van het zuidoosten van Ivoorkust tot Zuidwest-Nigeria door opgeteld 20 miljoen sprekers. Zij vormen een taalfamilie die deel uitmaakt van de Volta-Congo talen. De benaming ‘Kwa’ werd als eerste gebruikt door Krause en is (verwant aan) het woord voor 'mensen' in de meeste Kwatalen.
Kwa-talen worden verdeeld in twee groepen: Nyo en Left Bank. De eerste groep wordt voornamelijk in Ghana en Ivoorkust gesproken en telt 50 talen, waaronder de Akan-Biatalen en de Ga-Dangmetalen. De tweede groep is vernoemd naar de oostelijke oever van de Volta rivier en bestaat uit 30 talen die daar (in Ghana, Nigeria, Togo en Benin) voorkomen. De twee grootste daarvan, Ewe en Fon hebben bij elkaar 5 miljoen sprekers en horen bij de Gbe-talen.
De talen worden gekenmerkt door een SMVOA zinsopbouw, naamwoordklassen, prefixen en initiële consonantmutatie.